# دو دادستان
دو دادستان (انگلیسی: Two Prosecutors) فیلمی در ژانر درام تاریخی محصول سال ۲۰۲۵ به نویسندگی و کارگردانی سرگئی لوزنیتسا است که بر پایهٔ رمان کوتاهی به همین نام اثر گئورگی دمیدوف ساخته شده است. در این فیلم الکساندر کوزنتسوف و الکساندر فیلیپنکو ایفای نقش کردند. داستان فیلم دربارهٔ یک دادستان جوان شوروی است که در جریان پاکسازی بزرگ دوران ژوزف استالین در پی احقاق عدالت برای یک زندانی برمی‌آید. این فیلم نخستین بار در بخش رقابت اصلی هفتاد و هشتمین جشنواره فیلم کن در ۱۴ مهٔ ۲۰۲۵ به نمایش درآمد و جایزه فرانسوا شاله را از آن خود کرد. اکران عمومی فیلم در آلمان، توسط کمپانی پراگرس از ۱۹ فوریهٔ ۲۰۲۶ آغاز خواهد شد.